# Руски паметник (Пловдив)
Руският паметник в Пловдив или Паметникът на победата при Пловдив е посветен на руския цар Александър II и на войските освободили града на 4/16 януари 1878 г. Това е първият паметник в България, посветен на Руско-турската освободителна война. Намира се на северния край на хълма Бунарджика.

## История
Паметникът е изграден на северния край на хълма Бунарджика в Пловдив през 1881 г. Проектът за паметника е дело на архитект Вокар. В България са изградени общо 11 паметника по същия проект и са наречени „Паметници на победата“.
След 1888 г. се утвърждава традицията честванията на Трети март да се провеждат пред Паметника на освободителите. В средата на 30-те години, по предложение на кмет на Пловдив Божидар Здравков, Бунарджикът е преименуван на „Хълм на освободителите“. 
През 60-те години около паметника на Бунарджика е оформена и галерия от борчета, засадени от гостувалите в града космонавти, сред които Юрий Гагарин, Валентина Терешкова и др. 

## Характеристики
Паметникът е изграден от 21 реда гранитни блокове. Върху монумента са изписани всички военни части, взели участие в битката за освобождението на Пловдив през януари 1878 г.